# Ромодановский, Иван Фёдорович
Князь Иван Фёдорович Ромодановский (конец 1670-х — 16 [27] марта 1730) — ближний стольник, московский генерал-губернатор и сенатор во времена правления Петра I, Екатерины I и Петра II Алексеевичей.
Из княжеского рода Ромодановские. Единственный сын князя Фёдора Юрьевича Ромодановского.
После смерти отца сменил его в качестве «князя-кесаря» и главы Преображенского приказа. В 1719—1724 гг. главный начальник города Москвы, позднее — действительный тайный советник и кавалер ордена св. Андрея Первозванного. Дядя императрицы Анны Иоанновны. Пётр I в шутку называл его «дяденькой».
Имел двух сестёр, княжон: Ирина Фёдоровна —  супруга Василия Васильевича Шереметева и Фёдосья Фёдоровна — супруга Авраама Фёдоровича Лопухина.

## Биография

### Служба Петру I
Последний представитель княжеского рода Ромодановских. Год рождения его в точности неизвестен, но, по всей вероятности, он родился в конце 1670-х годов. При жизни отца имел чин комнатного стольника, но упоминается в этом звании редко. Известно, что в сентябре 1698 года он заседал вместе с отцом в допросной комиссии, расследовавших Стрелецкий бунт.
Пётр Великий, отличавший особым доверием князя Фёдора Юрьевича, соответственно относился и к сыну его. Он видел в нём преемника отца в исполнении той роли, которую играл последний. В письме от 21 июля 1706 года из Киева Пётр писал князю Фёдору Юрьевичу: «При сем поздравляю Вашему Величеству тезоименитством сего дня вашего сына, а нашего государя царевича и великого князя Иоанна Фёдоровича, про которого здравие чашу заздравную ваш государев дядя Преосвященный Мишура (князь М. Г. Ромодановский) всем раздавал. Piter».
После смерти отца князь И. Ф. Ромодановский занял его положение. Ему было тогда около 40 лет. Пётр дал ему титулы князя-кесаря и Величества и поручил ведать Преображенский приказ, которым долго управлял его отец. 24 февраля 1718 года Пётр писал князю Ивану Фёдоровичу: «как словесно Вашему Величеству били челом, так и письменно доносим, дабы благоволили дела приказу Преображенского принять так, как блаженные памяти отец ваш управлял».
При исполнении своих обязанностей князь Иван Фёдорович действовал не так сурово, как его отец; «при нём мало было работы в застенке, редко прибегали к розыскам и пыткам». Относясь к Ивану Фёдоровичу с большим доверием, Пётр Великий окружал его и внешним почетом. В апреле 1718 года, получив титул «князя-кесаря» и назначение управлять Преображенским приказом, князь Иван Фёдорович торжественно въехал в Петербург. Пётр, сопровождаемый большою свитой, встретил его за городом. «Поздравив его чрезвычайно учтиво с новым титулом, Царь поместился в карете напротив нового „князя-кесаря“, а рядом с собой посадил генерал-поручика Бутурлина. Так въехали они в город, приветствовавший „князя-кесаря“ пушечной пальбой. Во дворце его встретила Царица с придворными дамами; она поздравила его и угощала сама водкой и вином». Такою же торжественностью отмечено отношение Петра Великого к князю Ивану Фёдоровичу и в других случаях. Так, в 1719 году Пётр пригласил князя-кесаря на свой корабль и там принял его с редким почетом, приказав салютовать князю выстрелами из 15 пушек с каждого корабля. Пётр нередко посещал его дом, являясь к нему иногда запросто пировать со своими приближенными или же с донесениями о каких-нибудь важных событиях. Так, во время торжества после заключения Ништадского мира, 4 сентября 1721 года, Пётр Великий из церкви св. Троицы, где совершалось благодарственное молебствие, «тотчас отправился к князю Ромодановскому, как князю-кесарю, и объявил ему о заключенном мире». Своё почтение Пётр выражал и в письмах к князю, называя его Величеством и подписываясь «нижайшим слугой». В письме от 11 июля 1719 года Пётр писал: «О здешнем объявляю Вашему Величеству, что к сему месту как галерный, так и корабельной флоты пришли в разные дни, только собралися все в 8 числе сего месяца… Дай Боже доброе окончание, а начало зело благополучно учинилось. Вашего Величества нижайший слуга Пётр». 30 июля того же года Пётр уведомлял князя об удачных действиях против шведов; 19 июля 1722 года сообщал ему о своем выступлении с флотом из Астрахани в море к Персидским берегам и дальнейших своих предположениях и тому подобное.
Князю Ромодановскому часто приходилось участвовать в забавах Петра, в которых принимали участие обыкновенно многие приближенные, а также и сам Царь. На большом маскараде 10 сентября 1721 года, на котором праздновалась свадьба князя-папы Петра Ивановича Бутурлина со вдовою его предместника, Никиты Моисеевича Зотова, Анной Еремеевной (урожденной Пашковой, в 1-м браке Стремоуховой, женою капитан-поручика Стремоухова), «князь-кесарь И. Ф. Ромодановский в костюме древних царей, то есть в бархатной мантии, подбитой горностаями и сияющей драгоценными камнями, в золотой короне, со скипетром в руке, изображал древнего царя. Его окружала толпа слуг в старинных русских одеждах. Ему предшествовали 4 барабанщика, в том числе и сам Государь. Супруга князя Ивана Фёдоровича, княгиня-кесарша, одетая в длинную красную бархатную мантию, отороченную золотом, в короне из драгоценных камней и жемчуга, окруженная многочисленной свитой в старинной русской одежде, являлась древнею царицею».
Такую же роль играл князь Иван Фёдорович во время Московского маскарада в 1722 году, устроенного с необычайной пышностью в память Ништадского мира: «ехал князь-кесарь Ромодановский в мантии, подбитой горностаем, имея около себя несколько смешных наперсников, из которых один облачен в курфюршескую мантию. Князь-кесарь сидел в белой лодке, украшенной спереди и сзади медвежьими чучелами, необыкновенно хорошо сделанными». В нескольких других маскарадах он принимал такое же участие. Выказывая князю Р. и его супруге наружные знаки почета лично, Пётр внимательно следил за тем, чтобы и все другие, не исключая и иностранцев, подражали ему в этом. Заметив на происходившем 20 июня 1723 года обеде у генерал-адмирала графа Ф. М. Апраксина, что царица Екатерина Алексеевна и принцесса Мекленбургская сидят, между тем как княгиня-кесарша А. Ф. Ромодановская стоит, Пётр немедленно оштрафовал и государыню, и принцессу за недостаток почтения к княгине-кесарше, заставив их выпить по рюмке крепчайшего венгерского.
11 мая 1719 года князь Ромодановский был назначен главным начальником города Москвы и исправлял эту должность до июля 1724 года.

### Служба Екатерине I
Со вступлением на престол Императрицы Екатерины І положение его оставалось по-прежнему высоким, хотя он и перестал носить титул «князя-кесаря». Императрица неоднократно оказывала ему знаки внимания: так, 21 мая 1725 года, когда, по случаю свадьбы царевны Анны Петровны с Карлом-Фридрихом Голштинским, были объявлены милости многим, князь И. Ф. Ромодановский был произведён в действительные тайные советники. В 1726 году он был пожалован кавалером ордена св. Андрея Первозванного. Указы этого и последующего года называют князя Ромодановского Московским генерал-губернатором. После празднеств по случаю свадьбы царевны Анны князь Иван Фёдорович уехал в Москву управлять по-прежнему Преображенским приказом, деятельность которого вскоре была расширена, так как в него были переданы дела тайной канцелярии, которая была закрыта по указу императрицы Екатерины I.
Ведая Преображенский приказ, князь Ромодановский иногда вступал в конфликты с другими учреждениями. Сенат несколько раз жаловался императрице на князя Ромодановского, не желавшего исполнять данного ему приказания. Так, 30 января 1727 года Сенат доносил, «что действительный тайный советник Ромодановский в выдаче на провиант денег отказал» и заявил, что «щотных ведомостей о приходе и расходе денег без имянного её Императорского Величества указу в ревизию отсылать не будет». Князь Ромодановский не хотел подчиняться распоряжению правительственного учреждения, считаясь только с волей императрицы. Подобная же жалоба на неисполнение приказания была подана на князя Ромодановского ещё при Петре I от Синода: «Подано нам дело князя Долгорукова с Салтыковым, и мы послали к князю Ивану Фёдоровичу Ромодановскому, чтоб отправил в Синод содержащихся в Преображенской Канцелярии под арестом дворовых людей Салтыкова; послан указ Вашего Величества за руками всех коллегиатов; но этот Вашего Величества указ Ромодановским уничтожен и не только требуемого исполнения лишён, но, как неважный, прислан к нам обратно». После учреждения Верховного Тайного Совета Преображенский приказ подлежал его контролю. Князь Ромодановский должен был давать в Верховный Тайный Совет «для рассуждения и решения» краткие выписки по важнейшим делам, решения которых по личному усмотрению не осмеливался брать на себя.

### Служба Петру II
В мае 1727 года снова сменилось правление: на престол вступил Пётр II. Новое правительство отнеслось к князю Ромодановскому с прежним доверием и вниманием. На другой же день по воцарении Петра II князь И. Ф. Ромодановский получил уведомление Верховного Тайного Совета об оставлении его в звании Московского генерал-губернатора на место графа Мусина-Пушкина, который назывался главным начальником Москвы. Пётр II поручил князю Ивану Фёдоровичу привести к присяге жителей Москвы. 8 мая 1727 года он прислал ему указ об этом: 

Нашему действительному тайному советнику и Московской губернии генерал-губернатору и кавалеру князю Ромодановскому с товарыщи… Должны вы и все наши подданные, обретающиеся в Москве и в городех той губернии и уездех, как духовного, воинского, гражданского и всякого чина и достоинства в верной нам службе присягу учинить. … О том в наш Верховный Тайный Совет рапортовать.
Князь Иван Фёдорович являлся главным административным лицом Москвы; деятельность его подлежала только контролю Верховного Тайного Совета. Указом от 22 мая 1727 года определён был порядок управления Преображенским приказом политических дел и его отношения к Совету, о трёх пунктах: «то есть первое, ежели кто за кем знает злое умышленье на здоровье Его Императорского Величества, второе о измене, третье о возмущении или бунте, — о тех из ближних к С.-Петербургу Новгородской, Эстляндской, Лифляндской губерний доносить в Сенат, а из дальних губерний и провинций писать в Москву к действительному тайному советнику и генерал-губернатору князю Ромодановскому, а в Верховный Тайный Совет писать им о том для ведома немедленно». 31 июля 1727 года князю Ромодановскому был дан указ о помещении царицы Евдокии Феодоровны, в монашестве Елены, в Новодевичий монастырь; 2 октября того же года состоялся указ Верховного Тайного Совета о подчинении ему Московской полиции, а 31 октября того же года Верховный Тайный Совет прислал ему указ о постройке трёх триумфальных ворот к приезду Петра II в Москву для бракосочетания с княжной Долгорукой.
Князь Иван Фёдорович устроил молодому императору торжественную встречу в Москве. «Князь с превеликим прилежанием старался, дабы Его Величество наипреславне принять, а понеже тамошния места натурою и разными художествами зело украшены и ко всем весельям весьма были угодны», то и приём Государю удалось ему устроить великолепный. Имея в своем ведении широкий круг дел в царствование Петра II, князь Иван Фёдорович не всегда мог быть исполнительным; он был уже стар и часто хворал, страдая подагрой и каменной болезнью. Ему трудно было вести дела в Преображенской канцелярии, и его замещал А. И. Ушаков, хотя князь Иван Фёдорович и считался официально управителем Приказа. В 1729 году он подал прошение «освободить его от дел», так как он болен. Указом от 4 апреля 1729 года он получил отставку, и вместе с тем Преображенская канцелярия, бывший Преображенский приказ, прекратила своё существование.

## Смерть
Князь Иван Фёдорович, оставив дела, тихо доживал свой век в Москве, вдали от политических событий Петербурга. В 1730 году четвёртый раз сменилось при нём правительство: на престол вступила Императрица Анна Иоанновна, и князь Иван Фёдорович в числе других сановников (их было 21 человек) получил от неё новое назначение в восстановленный в прежнем значении Сенат. Но он был так болен, что не мог даже побывать в Сенате, и 15 марта 1730 года умер. Тело его было погребено «с преславной процессией в монастыре св. Георгия, при его предках»… И. Ф. Ромодановский был последним представителем княжеского рода.

## Ромодановский, как администратор
О деятельности князя И. Ф. Ромодановского, как администратора, осталось не много воспоминаний. Вскоре после вступления в должность начальника Преображенского Приказа ему пришлось принять участие в разборе дела и суде над царевичем Алексеем Петровичем. На вынесенном 24 июня 1718 года смертном приговоре Царевичу имеется среди других подпись: «ближний стольник князь Иван Ромодановский».

## Личная жизнь
В домашней жизни князь Иван Фёдорович держался укладов старины. Жил он обыкновенно в Москве, где у него был дом на Моховой улице, недалеко от Преображенского приказа, доставшийся от отца, обставленный с роскошью старинных боярских домов. При Петре Великом он несколько раз ездил в Петербург и иногда жил там подолгу. Пётр подарил ему одно из своих любимых владений — Ропшу, где иногда гостил Иван Фёдорович. В доме князя нередко устраивались шумные пиры, в которых принимали участие сам Государь, именитые вельможи, а также знатные иностранные гости, как, например, герцог Голштинский и другие. В качестве «вселенского князя-цесаря сумасброднейшего, всешутейшего и всепьянейшего собора», князь Иван Фёдорович принимал близкое участие в заседаниях этого собора и в избрании князя-папы, и имя его, «великого государя, вселенского князь-цесаря Иоанна Феодоровича», часто встречается в списках и других документах, оставшихся от «всепьянейшего собора».
Любимым развлечением князя Ивана Фёдоровича была охота; особенно страстно любил он травить зайцев. В Преображенских лесах нередко устраивалась охота с соколами; в ней принимали участие многие знатные люди, и она обставлялась с необыкновенной роскошью. Устраивались охоты и в Ропшинском имении князя Ромодановского, в 40 верстах от Санкт-Петербурга, «где места были весьма угодные». Пётр II, большой любитель этого удовольствия, брал у князя Ромодановского обученных кречетов и ястребов. Почти без образования, князь Иван Фёдорович Ромодановский отличался здравым умом, честностью и прямотою, за что и был любим Петром, тем более, что, любя старинные русские обычаи и верный заветам старины, князь не был противником вводимых царем новшеств.

## Семья
Князь Иван Фёдорович был женат на Анастасии Фёдоровне Салтыковой (ум. 2 сентября 1736 года), родной сестре царицы Прасковьи Фёдоровны, супруги царя Иоанна Алексеевича. У него была единственная дочь княжна Екатерина Ивановна (1701—1791), вышедшая замуж за графа Михаила Гавриловича Головкина. Со смертью князя Ивана Фёдоровича прекратилась мужская линия рода князей Ромодановских.